# Hanna Gronkiewicz-Waltz
Hanna Beata Gronkiewicz-Waltz, född 4 november 1952, är en polsk politiker, jurist och ekonom. Hon var borgmästare i Warszawa (2006–2018).